# Dearborn (Michigan)
Dearborn település az Amerikai Egyesült Államok Michigan államában, Wayne megyében. Lakosainak száma 109 976 fő (2020. április 1.).

## Közlekedés
A települést érinti az Amtrak távolsági vasúti járata is, a Wolverine.

## Népesség
A település népességének változása:

| 2010 | 98 153  |
| 2020 | 109 976 |